# R-TYPE FINAL
『R-TYPE FINAL』（アールタイプファイナル）は、アイレムソフトウェアエンジニアリングによって2003年7月に発売されたPlayStation 2専用のシューティングゲームである。

## 概要
アイレム株式会社の版権を引き継ぎ制作された作品で、『R-TYPE』シリーズ最終作と銘打っていたが、2007年9月20日に戦略シミュレーションゲームとして『R-TYPE TACTICS』が最新作として発売された。本作の説明書には「『R-TYPE』という名のつくSTGが新たにアイレムから出ることはないでしょう。」と明記されていたが、2021年4月29日に『R-TYPE FINAL2』がグランゼーラから発売された。
R-TYPEシリーズを締めくくる最終作としてリリースされた本作は、特定の条件をクリアするごと（経過時間、到達ステージ、パスワード等）に、各種の系譜に応じた機体が開発されていくシステムが導入され、その総数が総計101機にも及ぶ事が大きな特徴である。
システム面は、前作『R-TYPE Δ』の「ドースシステム」（フォースの体当たりによりドース値が100%になると、フォースの攻撃力が上昇するシステム）や「スペシャルウェポン」（ドース値が100％の時に、それを消費して画面上の敵全てにダメージを与える）を継承している。
また、本作のもう一つの特徴は、使用可能になった機体にAIの設定を行い、1対1で対戦させる「AI対戦モード」を搭載している事である。また、チュートリアルやステージ分岐やマルチエンディングといった要素もある。
カメラワークに関しては、Δのものからさらに発展しており、ステージがX軸に回転するとき、機体も合わせて回転するようになっている（特にステージ3ではこれがよく現れている）。これに応じて、機体から発射される投下型ボムもその位置に合わせて落下するようになっている。
時代設定は、『R-TYPE III』の2169年から後の2000年代。

## 登場機体について
最初に扱えるのはR-9A、R-9D、R-9Fの3機で、そこから機体の使用時間、攻略したステージなどの条件を満たすことで、順次使用可能になる機体が追加されていく。シリーズ最終作らしく“プレイアブル機体総数99機（隠し機体を含めると101機）”が最大の売り。歴代『R』のみならず『イメージファイト』『イメージファイト2』『ミスターヘリの大冒険』からも機体が参戦し、更に『Xマルチプライ』『ドラゴンブリード』『トロピカルエンジェル』『絶体絶命都市』をモチーフにした機体まで登場、まさに「アイレムの総決算！」とも言うべき内容となっている。ただし『ファイアーバレル』のワナバーンとウルフェンなど参戦していない機体も在る。
機体選択（出撃メニュー）に関してはハンガーを用いる形になっている。開発された（使用可能になった）R戦闘機を閲覧できるR's-Museumから機体を選択し、ハンガーに登録する事で初めて使用可能になる。機体は登録したあとに、さらにビットや副武装、機体カラー（決められた複数種が用意されている）やキャノピーの色をカスタマイズできる。
また、機体の中には、特殊能力を備えたものがいくつか存在する。
R-9Ø
ハイパードライブ開放時の回転型ビット支援（原作にあった敵弾打ち消し能力は無し）。
R-9W
右スティックによるナノマシン波動砲のコントロール、及びR3ボタンによる波動砲のスロー効果。
R-9Bシリーズ
ステージ5.0「跳躍26次元」の空間の歪みを軽減する。
R-9Eシリーズ
「BYDO LABO」データ収集率の向上（1.5倍）。
R-13B
アンカー・フォース改の暴走（有線チェーン色、青→緑→橙→赤→暴走）。
B-3A・B-3A2
サーチ不能効果（AI対戦時におけるサーチ型波動砲をサーチ不能にする）。
その他、スピード調整によるレーザーの射角や範囲、収束率に変化を及ぼす機体などがある。
機体の出現条件には特定の機体で一定時間プレイする必要があるもの、特定のパスワードを入力するものなどもある。
登場機体に関しては、R戦闘機の記事を参照。

## AI対戦モード
登録したハンガーの機体を用いて、AIにフォースシュートの頻度や波動砲の使用頻度などの設定を行い、1対1で対戦させるモードである。パスワードを用いる事で、メモリーカードを使用しなくでも対戦ができる。
対戦型格闘ゲームのように体力ゲージとタイマーが設定され、勝敗の決め方も対戦型格闘ゲームのものに準じている。ステージの設定も出来るが、これといった特徴はない。このモードでのみ、特殊能力を発揮する機体もある（前述）。

## ステージ
地球から始まり、火星からやがて26次元を跳躍してバイドの深淵へと乗り込んでゆく。
ステージ数は発売時最高の16ステージ。ただしゲームは基本的に7ステージで構成されており、様々な条件で登場するステージが変わってくる為、複数回プレイしなければ全てのステージに到達する事はできない。
| 面        | STAGE          | 解説 | ボス                         |
| --------- | -------------- | --- | ---------------------------- |
| 1.0       | 永眠の都市     | 前大戦時に墜落した宇宙都市の残骸の内部が舞台。ステージ開始直後に謎の飛行物体が自機とすれ違うように横切るが、この飛行物体の正体は後のステージで判明する。 ボスは道中に登場する次元戦闘機を模写する水銀のような敵であるメルトクラフトの親玉であり、体を鋭く尖らせて突き刺したり中央から太いレーザーを発射する。 | Xelf-16                      |
| 2.0 - 2.4 | 歪んだ生態系   | 港湾システムの跡地に様々なバイド生命体が寄生したエリア。草木が異常発達しており、自機が小さくなった様に錯覚する。>br /?シリーズで初となる周回分岐のフラグを持つステージで、ボスのネスグ・オ・シームは気候や天候を変動させる力を持っており、倒す前に体から突き出る赤と青の棒状の物体を破壊したかどうかで、次回Stage2.xを訪れる際にステージ内の様子や敵が一変する。 赤い棒を攻撃した後で倒すと次回は水位が下降し、敵は乾燥に適応した形態となり、2.0となると水は全く無くなり、地面がひび割れている。逆に青い棒を攻撃した後で倒すと次回は水位が上昇し、魚のような水中に適応した敵が登場するようになり、2.4ともなると全面水中の上、水の中に氷が張るようになる。 <乾燥化・水位下降>2.0⇔2.1⇔2.2⇔2.3⇔2.4<寒冷化・水位上昇> | ネスグ・オ・シーム           |
| 3.0       | 巨大戦艦襲来   | 高層ビル群の上空に出現した巨大戦艦と戦うステージ。ボスを含め、初代の巨大戦艦「グリーンインフェルノ」を思わせるステージ構成。 | 巨大戦艦 本体波動コア        |
| 3.5       | 暗黒の森の番犬 | 特定の機体でSTAGE 3.0をクリアした際、STAGE 4.0に行く前にこのステージに入ることになる。 前作『R-TYPE Δ』の最終ステージと同一の場所とみられ、R-13のエンディングから繋がるステージでもある。ステージの最後には『R-TYPE Δ』のエンディングにて樹のようなバイド体の中に取り込まれたR-13とアンカーフォースが登場し、襲い掛かってくる。 | R-13A ケルベロス             |
| 4.0       | 沈黙の研究所   | かつて捕獲したバイド体を対バイド兵器へと改造するために運用されていた、火星の研究施設の跡地が舞台。今となっては暴走したバイドの巣窟になっており、実験体として保管されていたドプケラドプスもバクテリア型バイドに侵され、半分死んでいる状態になっている。腹部の本体は第2形態として分離して単独で行動する。 | ドプケラドプス・マットウシス |
| 5.0       | 跳躍26次元     | バイドの深淵へ侵入するため次元の壁を越えるR戦闘機の前に、バイドの巨大戦艦群が立ちはだかる。 自機の速度に比例して空間（画面）が歪むが、一部の機体はこれを軽減できる。次点分岐のフラグを持つステージで、ボスの特定部位を破壊したかどうかで次のステージ（6.x）が3通りに分岐する。 | ファインモーション           |
| 6.0       | 宇宙墓標群     | 宇宙空間のアステロイド帯が舞台。敵の大群に囲まれながら、無数に存在する巨大隕石に空いた狭い洞窟内を進む。ゴマンダーは初代にも登場したが本作では内部に進入して戦うことになる。 | ゴマンダー(体内)             |
| 6.1       | 異変と忘却     | 球状に落ち込んだ亜空間内が舞台。開始と同時にボス戦となる特殊なステージで、文字どおり球（円）状の閉鎖空間での戦闘を強いられる。 なお、ボスの撃破と同時に自機はバイドに取り込まれ、機体がB-1D（一定の条件を満たした場合はB-3B）に変化し、次のステージに進むことになる。ステージのタイトルにある「異変と忘却」とは、自機のバイドへの変異を意味している。 | ノーメマイヤー               |
| 6.2       | 逆流空間       | 3×5のグリッドで分解された電脳空間のような特殊空間が舞台。構成自体は比較的シンプルだが、ラーマと呼ばれる発光体がグリッドに沿って空間を移動し、ステージを仕切ってくる。 | グリッドロック               |
| F-A       | バイドとは…    | Stage6.0から派生するFinal Stage A。異層次元で繰りひろげられる人類とバイドの最後の戦いになるステージ。 ステージ自体は、地形が存在せず、人間の塩基をもじった名前を持つ5種の敵（バイドではないらしい）が多数登場する。ステージ背景がややきわどい事でも話題になった（「CEROレーティングがBである理由の一つ」といわれる）。 ボスは最初は多数のザコ敵を竜巻のように巻き上げてぶつける形で攻撃を行う。フォースとバイドコアが接触すると融合し、この状態で波動砲を撃ち込むと第2形態へ移行し、フォースのような物体を大量に吐き出すようになる。更に波動砲のゲージが割れる、という演出が発生し、波動砲のチャージが格段に遅くなる代わりに、「ファイナル波動砲」という特殊な波動砲を撃てるようになる。フォースのような物体を避けつつ波動砲のチャージを溜め、1ループチャージが完了した状態でファイナル波動砲を発射することでバイドコアを倒すことができる。 | バイドコア                   |
| F-B       | 夏の夕暮れ     | Stage6.1から派生するFinal Stage B。Stage1.0同様、宇宙都市の残骸の内部が舞台。ただし、前ステージボスの影響を受け、機体がバイド系（B-1DもしくはB-3B）に変異するため、本来味方である筈のR戦闘機群から追われることとなる。この事からStage1.0開始時に自機とすれ違う謎の飛行物体の正体が判明する。 このステージのボスであるR-9Aは、通常弾と波動砲を使い分けて襲い掛かってくるほか、一定のダメージを与えるとこちらのフォースを乗っ取ってスタンダードフォースとして装着し、3種類のレーザーをアイテム無しで撃ち分けてくる。 | R-9A                         |
| F-C       | どこまでも     | Stage6.2から派生するEXTRA STAGE。 残機・クレジットが全没収され、1ミスするまでに22世紀から26世紀（バイドが生み出された時間軸）まで時空間移動出来るかを競う。 ボス等は存在しておらず、一定時間生き残り26世紀へ時空間移動した時点でクリアとなる。開始前に表示される文章は、『R-TYPE』の書籍に記載されているものを一部引用したもの。 | 無し                         |

## 開発
プロデューサーの話によると、既に企画書の段階でシリーズ最終作と銘打たれていたため、当時アイレム本社に存在していた設定上のみの機体資料は元より、歴代R-TYPEシリーズの登場機体、その外伝にあたる『LEO』や、『イメージファイト』『ミスターヘリの大冒険』など、かつてのアイレム作品に登場した機体群や、それらの武装類をオールスター的に取り込んだ結果が、膨大なラインナップをもたらした。
なぜシューティングゲーム最終作として作られたかといえば、当時ユーザー、開発者ともにシューティングゲームへの関心が薄れて（ブームが過ぎていた）いたという事情がある。
本作のプロデューサー兼ディレクターの九条一馬は、2021年のインタビューの中で、好きなように作ろうと開き直っていたと振り返っている。
当時九条は、『R-TYPE』どころかアイレムから新作シューティングゲームが出せないという考えから、様々な要素を詰め込もうとした一方、『DELTA』のように『R-TYPE』らしさを失うのではないかという不安はあまりなかったと話している。
音楽はUSPに代わり[Wavelink Zeal]が担当。エンディングの曲は椎名へきるが歌う「PROUD OF YOU（R-TYPE FINALバージョン）」（英語版ではBlue Man Groupの「Piano　Smasher」）。

## その他
スコア問題
本作では、スコアアタックモードで表示されるパスワードを用いて、『R‐TYPE FINAL』のホームページで行われていたスコアアタック投稿大会も開催されていたが、以下の問題が発生している。
R‐TYPEシリーズは、初期作品よりその難易度の高さゆえに初心者救済処置として、パワーアップコマンドや、ステージ選択コマンド等が作品別に何らかの形で存在している。本作においても、それは例外ではなく、フォース（各種レーザー）、ビット、ミサイルをいつでもフル装備可能とするコマンドと、ドース値を瞬時に99.9%まで引上げるコマンドが存在する。
これらは、本作の攻略本等に記載されている情報で、あくまで初心者救済処置として設けられたファクターだが、実はこれ以外にも絶対に機体が破壊される事がない、いわゆる「無敵コマンド」が存在している。おそらくはデバッグの一種と思われるが、これが事実上のスコア問題の火種となった。
つまり、無敵である事を利用して、一部の弱点しか持たないボス等の破壊不能な部位に機体（フォース）をめり込ませる事で、ボスのカウント自壊が起こるまでの間、スコアアップを図るなど、何れも単純ながら通常ではあり得ないスコアを叩き出す事を可能としたものである。特にステージ4.0のボス戦等はそれが顕著で、結果としてスコアアタック投稿が、早々に終了した経緯は、これらに似た手口のチートスコアが大量に横行した事が原因であるといわれている。また、特にPAR等の特殊な改造機器を必要としなかった事なども、それらを後押しする要因のひとつであった事は想像に難くない。
後に、無敵コマンドを使用したパスワードは、登録されないことが明記された。
裏R-TYPE FINAL
ゲームパッケージに書かれているURLを入力する事で、アイレムHPの、『裏R-TYPE FINAL』のページへいくことが出来た。後に公式のTOPからでも行くことが出来る様になったが、現在は既に閉鎖中。
韓国先行販売
2003年12月のアイレムの日誌によれば、日韓同時発売を目指していたが、諸事情により韓国で先行販売された経緯がある。ただし、先行発売された韓国版（ver1.0）は、AI対戦システムに致命的なバグが発見されており、国内ではそのバグを修正した改修版（ver1.1）が発売されるに至っている。このバグの発見と韓国先行発売とは何らかの因果関係があると思われるが詳細は不明。